# Листеш, Кристиан (футболист, 1976)
Кристиан Листеш (венг. Lisztes Krisztián; род. 2 июля 1976, Будапешт) — венгерский футболист, полузащитник.
Игровую карьеру начал в «Ференцвароше». В его составе становился чемпионом (1994/95, 1995/96) и обладателем кубка (1993/94, 1994/95) Венгрии. Затем уехал в Германию, где играл за «Штутгарт», «Вердер» и «Боруссию» (Мёнхенгладбах). В составе «Вердера» в 2004 году выиграл чемпионат и кубок Германии. Незадолго до окончания сезона 2003/04 получил серьёзную травму и в финальном матче кубка участия не принимал. Всего в Бундеслиге сыграл 206 матчей, забил 20 мячей.
В январе 2009 года вернулся в Германию и подписал полугодичный контракт с командой Второй Бундеслиги «Ганза».
Затем играл в Венгрии, где завершил карьеру в возрасте 38 лет.
С 1994 по 2004 год играл за сборную Венгрии. Участник футбольного турнира Летних Олимпийских игр 1996 года в составе олимпийской команды.
Обладатель венгерского приза «Золотой мяч» (2002).
Сын Кристиан Листеш — футболист.